# Ourebia
Ourebia é um gênero de mamíferos bovídeos, da subfamília Antilopinae, da tribo Antilopini. Contém uma única espécie, o oribi (Ourebia ourebi). 